# Гейлорд Ллойд
Гейлорд Ллойд (англ. Gaylord Lloyd; 20 березня 1888 — 1 вересня 1943) — актор і помічник режисера. Старший брат актора Гарольда Ллойда. Був одружений з Барбарою Старр. Народився в місті Бурчард, Небраска, і помер в Беверлі-Хіллз, Лос-Анджелес, штат Каліфорнія.

## Часткова фільмографія
- 1919 — Марафон / The Marathon
- 1919 — Сусіди / Just Neighbors — людина в очереди в банку
- 1919 — Натикаючись на Бродвей / Bumping Into Broadway
- 1920 — Його королівська хитрість / His Royal Slyness
- 1920 — Запаморочення / High and Dizzy
- 1920 — Вийдіть і доберіться / Get Out and Get Under
- 1920 — Номер, будь ласка / Number, Please? — чоловік, що управляє ігровою кабіною
- 1920 — Поява привидів / Haunted Spooks
- 1921 — Зараз або ніколи / Now or Never
- 1921 — Вищий світ / Among Those Present
- 1921 — Ніколи не слабшати / Never Weaken
- 1922 — Бабусин внучок / Grandma's Boy
- 1923 — Навіщо турбуватися? / Why Worry? — чоловік